# Debel
Debel (z ang. doubles) – inna nazwa: gra podwójna. W grze deblowej zawodnicy tej samej płci rywalizują w dwuosobowych zespołach.
Sporty, w których zawodnicy rywalizują również w deblu: Tenis ziemny, tenis stołowy, teqball, badminton, speed-ball.
Debel różni się od miksta.